# Ia型超新星
Ia型超新星（いちエーがたちょうしんせい、Type Ia supernova）は、超新星、激変星のサブカテゴリーの1つである。白色矮星の激しい爆発の結果生じる。白色矮星は、核融合を終え、寿命が尽きた恒星の残骸である。しかし、炭素と酸素に富む白色矮星は、温度が十分に高いと、莫大なエネルギーを放出してさらに核融合を進めることができる。
物理学的に、自転速度の遅い白色矮星は、太陽質量のおよそ1.38倍のチャンドラセカール限界よりも小さい質量に限定される。これは、電子縮退圧によって支えることのできる最大の質量である。この限界を超えると、白色矮星は崩壊を始める。伴星から白色矮星に徐々に質量転移が起こり、物質が降着すると、核が炭素燃焼過程を開始する温度に達する。非常に稀ではあるが、白色矮星が別の恒星と融合すると、瞬間的に限界を超えて崩壊を始め、核融合が開始される温度を超える。核融合開始後、数秒の間に、白色矮星を構成する物質のかなりの部分が熱暴走を起こし、1-2×1044Jものエネルギーを放出して、超新星となり爆発を起こす。
この種類の超新星は、白色矮星の質量が均一であるため、ピークの明るさが一定している。この安定性により、Ia型超新星は、視等級の大きさが距離に依存するため、それが含まれる銀河までの距離を測定する標準光源として用いることができる。

## モデル

Bバンドの最高光度を記録した翌日のSN1998aqのスペクトル

Ia型超新星は、アメリカの天文学者ルドルフ・ミンコフスキーとフリッツ・ツビッキーによって開発された超新星の分類法におけるサブカテゴリーである。この型の超新星の形成過程にはいくつかあるが、共通の機構を持つ。ゆっくり自転しているとき、炭素と酸素に富んだ白色矮星上の伴星からの降着物質は、チャンドラセカール限界を超えない。この限界を超えると、電子縮退圧で自身の重さを支えることができなくなり、崩壊を始める。相殺がなければ、白色矮星は崩壊して中性子星となる。主にマグネシウム、ネオン、酸素から構成される白色矮星の場合は、この過程をたどるのが普通である。
しかし、現在の天文学者は、実際にはこの限界には達せず、崩壊は始まらないと考えている。その代わり、質量の増加による圧力と密度の増加が核の温度を上昇させ、限界まで約1%に至ると、対流が生じ、約1000年間続く。この爆発寸前の段階のいくつかの点で、炭素燃焼過程のエネルギーによる爆発前面が生まれる。点火の詳細はまだ分かっていない。その直後に酸素燃焼過程が開始するが、酸素は炭素ほど完全には消費されない。
核融合が始まると、白色矮星の温度は上昇し始める。熱圧力によって支えられる主系列星は拡張し、熱エネルギーの増加と釣り合って、冷える。しかし、縮退圧は温度に依存しないため、白色矮星は燃焼過程を制御することができず、暴走核融合反応が起こりやすくなる。炎は、レイリー・テイラー不安定性や乱流との相互作用によって加速する。この炎が、準音速爆発から超音速爆発にまでなるか否かについては議論がある。
核燃焼の正確な詳細は別として、白色矮星の炭素と酸素のかなりの部分は数秒のうちにさらに重い元素に融合し、内部温度は数十億度に上昇するということは、広く受け入れられている。この熱核燃焼からのエネルギーの放出(1-2×1044J)は、恒星の重力結合エネルギーよりも十分に大きく、白色矮星を構成する個々の粒子は、ばらばらに飛んでいくのに十分な運動エネルギーを得る。その後白色矮星は激しく爆発し破壊され、衝撃波を放出する。その中で、物質は光速の約6%、およそ5,000-20,000km/sの速度で弾き飛ばされる。爆発で放出されたエネルギーも、光度の急激な増大の一因となる。典型的なIa型超新星の絶対等級は、Mv=-19.3（太陽光度の約50億倍）であり、誤差はほとんどない。超新星残骸が伴星と一緒に留まり続けるか否かは、放出された質量に依存する。
この型の超新星の理論は、新星の理論と類似している。新星では、白色矮星への物質の降着は、よりゆっくりで、チャンドラセカール限界までは達しない。新星の場合、降着した物質は、表面での水素の核融合を起こし、恒星の破壊には至らない。この型の超新星は、重い恒星の表層が激しく爆発するII型超新星とは異なる。

## 形成
この型の超新星の形成モデルの1つは、近接した連星系である。祖先となる連星系は、主系列星とそれよりだいぶ質量の小さい伴星から構成される。質量が大きいため、主星が先に漸近巨星分枝に進化し、この段階では恒星の外層が大きく肥大化する。2つの恒星が外層を共有した場合、系は多くの質量を失い、角モーメント、軌道半径、軌道周期を減少させる。主星が白色矮星に縮退した後、伴星は赤色巨星に進化し、主星に質量転移を始める。この外層を共有する最終段階で、2つの恒星はらせんを描きながら接近し、角モーメントは失われる。最終的な軌道は、周期が数時間程度まで短くなる。物質の降着が十分長く続くと、白色矮星は最終的にチャンドラセカール限界に近づく。
可能性はより小さいが、2つ目の可能性として、Ia型超新星となるきっかけは、2つの白色矮星が融合し、合計質量がチャンドラセカール限界を超えることが考えられる。（この状態は「超チャンドラセカール質量白色矮星」と呼ばれる。）このような場合、合計質量は、チャンドラセカール限界に制約されない。これが、超新星SN 2003fgの祖先の恒星が太陽の2倍もの質量を持っていたことの説明の1つとなる。
恒星同士の衝突は、銀河系内で107-1013年に1度起きていると考えられているが、これは新星の出現よりもはるかに低頻度である。しかし、衝突は、球状星団等の密度の高い核の領域では、より頻繁に起きると考えられる。あり得るのは、白色矮星を含む連星系内の、または連星系同士の衝突である。この衝突の結果、2つの白色矮星からなる接近した連星系が後にできる。これらの軌道は徐々に減衰し、共有する外層を通じて、融合する。
白色矮星は、伴星として、準巨星や（軌道が十分に近ければ）主系列星からさえも質量転移を受けることができる。降着の段階の正確な進化の過程はあまり分かっていないが、降着の速さと白色矮星への角モーメントの転移に依ると考えられている。

## 観測
他の種類の超新星とは異なり、Ia型超新星は、楕円銀河を含む全ての種類の銀河で発生しうる。恒星が、主系列星の進化の最後に白色矮星になると、当初形成された場所からさまようようになる。近接した連星の質量転移が始まって数百万年が経つと、Ia型超新星が生じる機が熟する。
天文学における長年の問題の1つは、超新星の祖先の恒星を同定することである。祖先の恒星を直接観測することは、超新星のモデルに有用な制約を与えてくれる。2006年時点で、祖先の恒星の探索は、1世紀以上続いている。Ia型超新星の祖先の恒星は、未だ見つかっていないが、超新星SN 2011feの観測は、多くの示唆を与える。ハッブル宇宙望遠鏡を用いた以前の観測では、爆発が起こった場所に伴星が存在したとしても太陽質量未満であるとされた。爆発に由来する膨張プラズマは、炭素と酸素を含むことを示しており、祖先の恒星は、主にこれらの元素で構成される白色矮星の可能性が高いと思われた。

### 光度曲線

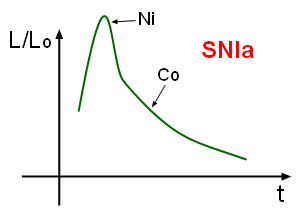
縦軸に太陽(L_{0})と比較した光度、横軸に時間を取ってプロットすると、Ia型超新星に特徴的な光度曲線が描ける。ピークは主にニッケルの崩壊により、その後はコバルトによる。

Ia型超新星は、特徴的な光度曲線を持つ。最高光度の近傍では、スペクトルは、酸素からカルシウムまでの中間程度の質量の元素の吸収線を含む。これらは、恒星の外層の主要構成成分である。爆発から数か月経つと、外層は膨張して透明になり、スペクトルは恒星の核の物質や爆発で合成された重元素に由来するものが主となる。最も多い同位体は、鉄の質量に近い。ニッケル56は、コバルト56を経て鉄56に崩壊し、その際、中期から後期の放出物質の大部分を占める高エネルギーの光子を生産する。
既知のIa型超新星の絶対等級はほぼ同じであり、Ia型超新星は銀河系外天文学において標準光源として用いることができる。このように光度曲線が同一の形をしている理由は、未解決である。1998年、遠方のIa型超新星の観測により、宇宙は加速膨張を続けているという予期せぬ結果が示唆された。